# جویستیک
جویستیک (به انگلیسی: Joystiq) یک وب‌نوشت بازی ویدئویی می‌باشد که زیر نظر ای‌اوال فعالیت خود را از ژوئن ۲۰۰۴ (میلادی) آغاز کرد. این پروژه در کنار دنیای وارکرافت، اصلی‌ترین پروژه‌های بازی ویدئویی شرکت ای‌اوال را تشکیل می‌دهند. در حال حاضر، نویسنده اصلی این وب‌نوشت، لودویگ کیدزمن (به انگلیسی: Ludwig Kietzmann) می‌باشد که نویسندگان و منتقدان دیگری به صورت تمام‌وقت یا پاره‌وقت وی را همراهی می‌کنند.